# Omonadus floralis
Omonadus floralis is een keversoort uit de familie snoerhalskevers (Anthicidae). De wetenschappelijke naam is gepubliceerd in 1758 door Linnaeus in de tiende editie van Systema naturae.